# Plassay
Plassay é uma comuna francesa na região administrativa da Nova Aquitânia, no departamento de Charente-Maritime. Estende-se por uma área de 16,87 km². Em 2010 a comuna tinha 743 habitantes (densidade: 44 hab./km²).